# آبشار کوهمره سرخی
آبشار کوهمره سرخی (رمقان)

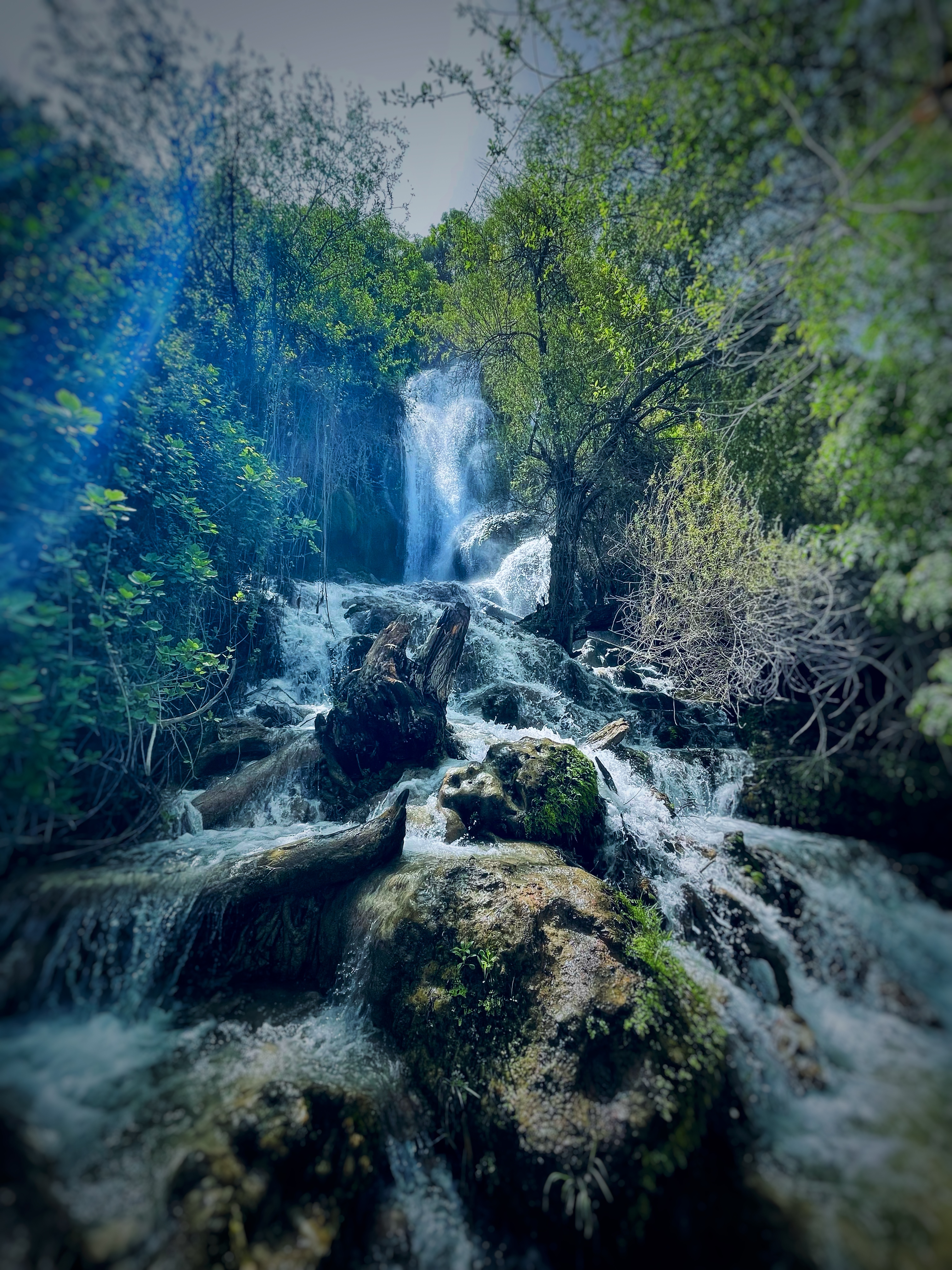
ابشار کوهمره

آبشار رمقان یکی از جاذبه‌های دیدنی استان فارس در منطقه کوهمره سرخی و محور ۳۵ کیلومتری شیراز-کازرون واقع شده‌است. این آبشار در منطقه‌ای جنگلی و فاصله ۵۰ کیلومتری شیراز در روستای رمقان قرار گرفته‌است. از دیگر مناطق گردشگری کوهمره می‌توان به رودخانه دالکی، جاده‌های زیبا و کوهستانی منطقه و نیز مجموعه گردشگری باغ بهشت که در منطقه‌ای خوش آب و هوا و در جوار رودخانه قرار دارد اشاره کرد که موقعیت آن ۵۰۰ متر بعد از ایست بازرسی، اولین فرعی سمت راست قبل از پل می‌باشد.